# Boris Turżanski
Boris Aleksandrowicz Turżanski (ros. Борис Александрович Туржанский, ur. 25 lutego?/10 marca 1900 w Smoleńsku, zm. 14 czerwca 1948 w Moskwie) – radziecki lotnik wojskowy i pilot doświadczalny, pułkownik, Bohater Związku Radzieckiego (1936).

## Życiorys
Skończył gimnazjum w Smoleńsku, od 1915 uczył się w szkole artystycznej w Moskwie, po czym został pomocnikiem malarza i udzielał lekcji rysunku. Od marca 1918 służył w Armii Czerwonej, uczestniczył w wojnie domowej jako telefonista i motocyklista na Froncie Południowym i Południowo-Wschodnim, a w 1920 szofer Zarządu Politycznego 9 Armii Frontu Kaukaskiego. W 1921 ukończył wojskowo-teoretyczną szkołę lotniczą w Jegorjewsku i szkołę lotniczą w Zarajsku, w 1922 Kaczyńską Wyższą Wojskową Szkołę Lotniczą dla Pilotów, a w 1923 Moskiewską Wyższą Szkołę Lotniczą oraz szkołę lotniczą w Sierpuchowie, po czym został instruktorem lotniczym Kaczyńskiej Wyższej Wojskowej Szkoły Lotniczej dla Pilotów. W 1925 został lotnikiem-instruktorem Akademii Wojskowo-Powietrznej im. Żukowskiego, 1927-1936 służył w Siłach Powietrznych Kijowskiego Okręgu Wojskowego, w 1929 ukończył kursy doskonalenia kadry dowódczej przy Akademii Wojskowo-Powietrznej im. Żukowskiego, a od marca 1936 był słuchaczem jej Wydziału Operacyjnego. Od października 1936 do lutego 1936 brał udział w wojnie domowej w Hiszpanii jako zastępca dowódcy eskadry myśliwców I-15, która strąciła 6 samolotów wroga. 20 grudnia 1936 podczas przymusowego lądowania został ciężko ranny, wskutek czego oślepł na jedno oko. 31 grudnia 1936 za udział w wojnie domowej w Hiszpanii otrzymał tytuł Bohatera Związku Radzieckiego, stając się pierwszym Bohaterem Związku Radzieckiego nagrodzonym tym tytułem za zasługi bojowe. 4 listopada 1939 otrzymał także Złotą Gwiazdę.
Po powrocie został lotnikiem-inspektorem w Zarządzie Sił Powietrznych Armii Czerwonej, później 1937-1939 był pilotem doświadczalnym zakładu lotniczego nr 1 w Moskwie, testując modele myśliwców, m.in. I-153, w latach 1939-1941 był naczelnikiem lotniczej stacji doświadczalnej zakładu lotniczego nr 1, testując myśliwce I-153, MiG-1 i MiG-3. W lipcu 1941 w składzie 1 samodzielnej eskadry lotnictwa myśliwskiego obrony przeciwlotniczej miasta Moskwy uczestniczył w wojnie z Niemcami, potem został naczelnikiem lotniczej stacji doświadczalnej zakładu lotniczego nr 301 w Chimkach, testując myśliwce Jak-1 i Jak-7. W latach 1941–1943 był naczelnikiem lotniczej stacji doświadczalnej zakładu lotniczego nr 153 w Nowosybirsku, testując myśliwce Jak-7 i Jak-9 i ich modyfikacje, w 1943 został naczelnikiem lotniczej stacji doświadczalnej zakładu lotniczego nr 82 w Tuszynie, w 1944 otrzymał stopień pułkownika. W 1945 nadano mu tytuł pilota doświadczalnego 1 klasy. W Zarajsku postawiono poświęcony mu obelisk.

## Odznaczenia
- Bohater Związku Radzieckiego (31 grudnia 1936)
- Order Lenina (dwukrotnie, 31 grudnia 1936 i 21 lutego 1945)
- Order Czerwonego Sztandaru (dwukrotnie, 3 listopada 1944 i pośmiertnie w 1948)
- Order Wojny Ojczyźnianej I klasy (19 sierpnia 1944)
- Order Czerwonej Gwiazdy (2 lipca 1945)

I medale.